# Joan van Hoorn

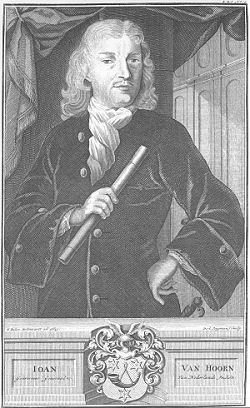
Porträt von Cornelis de Bruijn.

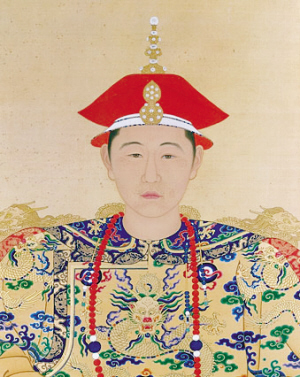
Der zwanzigjährige Kaiser von China, Kangxi

Joan van Hoorn, auch Johan(nes) Petrus van Hoorn, (* 16. November 1653 in Amsterdam; † 21. Februar 1711 ebenda) war von 1704 bis 1709 Generalgouverneur von Niederländisch-Indien.

## Leben
Joan van Hoorn war der Sohn des Schießpulverherstellers Pieter Janse van Hoorn (1619-) und Sara Bessels, einer Enkelin des Kaufmanns, Reeders und VOC-Generalgouverneurs Gerard Reynst. Da sich der Handel mit Schießpulver sich nicht mehr so gut anließ, erreichte er dank der Fürsprache von Freunden am 22. Dezember 1662 die Ernennung zum außerordentlichen Rat von Indien (extra-ordinair raad van Indië), und die Familie segelte auf dem Schiff Alphen nach Batavia.
Schon 1665, als er gerade mal 12 Jahre alt war, hatte Joan van Hoorn die Position eines Unterassistenten (onder-assistant) inne, die ihm den Zugang zu einer kaufmännischen Karriere in der Kompanie ermöglichte. Vom Juli 1666 bis Januar 1668 begleitete er seinen Vater auf einer Mission nach China. Nach dem Zusammenbruch der Ming-Dynastie versuchte die Kompanie mit der neuen Dynastie der Qing ins Einvernehmen zu kommen und organisierte zwischen 1655 und 1685 vier Gesandtschaften u. a. mit Zacharias Wagener, Joan Nieuhof, Balthasar Bort (1626–1684) en Pieter van Hoorn. In Peking nahm der junge Joan auch einem Empfang durch den fast gleich alten Kaiser Kangxi teil.
Zug um Zug stieg Joan van Hoorn in der Hierarchie der Kompanie auf: 1671 zum Assistenten (assistent), 1673 zum Unterkaufmann (onderkoopman) und 1676 zum Kaufmann. 1677 enthob der Generalgouverneur Joan Maetsuycker vier namhafte Personen wegen einer Korruptionsaffäre ihrer Ämter: Pieter Anthonijszoon Overtwater, Pieter van Hoorn, Constantin Ranst und Hendrik Adriaan van Rheede tot Draakenstein. Dies hatte jedoch keine Auswirkungen auf die Karriere Joan van Hoorns, der 1678 Sekretär bei der Hohen Regierung (Hoge Regering) wurde und 1682 außerordentliches Mitglied im Rat von Indien (Raad van Indië). Kurz danach entsandte ihn die Kompanie nach Bantam, das er 1685 ein zweites Mal besuchte. In diesem Jahr stieg er schließlich zum ordentlichen Rat (Raad ordinair) auf.
1691 wurde Joan van Hoorn zum Director-General ernannt. Im selben Jahre heiratete er Anna Struis. Aus dieser Ehe ging die Tochter Petronella Wilhelmina hervor, doch die Mutter starb bald darauf. 1692 schloss er eine zweite Ehe mit Susanna van Outhoorn, der Tochter des Generalgouverneurs Willem van Outhoorn (1635–1720). Als Director-General unternahm er eine energische Reorganisation, und als sein Schwiegervater das Direktorium in den Niederlanden (die sogenannten Heren XVII) um die Befreiung vom Amt bat, wurde Joan van Hoorn im September 1701 zum Nachfolger ernannt. Da jedoch rief einige Proteste und den Vorwurf des Nepotismus hervor. Van Hoorn trat deswegen die Stelle erst am 15. August 1704 an, nachdem der Rat von Indien mit drei von ihm vorgeschlagenen neuen Mitgliedern besetzt worden war.
In diesem Jahr flackerten im Sultanat Mataram die seit 1677 schwelenden Konflikt um die Herrschaftsnachfolge erneut auf. Pakubuwona I, der mit der Unterstützung van Hoorns im sogenannten Ersten javanischen Sukzessionskrieg den Thron bestieg, schloss 1705 mit der Kompanie ein Abkommen ab, das deren Einfluss auf Java erheblich ausweitete.
Auf den Rat des gelehrten Amsterdamer Bürgermeisters Nicolaes Witsen (1641–1717) hin begann van Hoorn auch mit Kaffeepflanzen zu experimentieren. Bei der Festlegung der Preise spielten die Händler im arabischen Mocha (Mokka) eine große Rolle. Um deren Dominanz zu brechen, förderte van Hoorn den Anbau in anderen Regionen, besonders in der Region „Priangan“ (Parahyangan) in der Nähe von Batavia.
Nach dem Tode seiner zweiten Frau Susanna ging er am 16. November 1706 eine dritte Ehe ein mit Joanna Maria van Riebeeck, Witwe des Gouverneurs von Ceylon Gerard de Heere und älteste Tochter des General-Direktors Abraham van Riebeeck.
Die wiederholt gegen ihn erhobenen Vorwürfe der Begünstigung waren wohl nicht aus der Luft gegriffen. Der Druck wuchs. 1708 gab das Direktorium in den Niederlanden dem Rücktrittsgesuch statt. Am 30. Oktober 1709 übergab er das Amt seinem Nachfolger und Schwiegervater Abraham van Riebeeck. Eigentlich wäre er lieber in Ostindien geblieben, doch wurde er in die Niederlande zurückbeordert.
Van Hoorn hatte ein großes Geschick bei der Vermehrung seines Vermögens. François Valentijn meldet, dass nur wenige in Ostindien soviel verdient hätten. Während seiner Amtszeit akkumulierte er ein Kapital von mehr als einer Million Gulden. Mit seiner Frau Johanna, der Tochter Pieternelletje, dem chinesischen Leibarzt „Tjoebitia“ und einem großen Gefolge ging er Ende Oktober 1709 als Admiral der Retourflotte an Bord der Zandenburg.
In Amsterdam erwarb er für 60.000 Gulden ein Haus in der Herengracht. Das Direktorium der Kompanie ehrte ihn mit einer Goldkette und einem Medaillon, doch hatte seine Konstitution auf der Überfahrt nach Europa Schaden genommen, und nur sechs Monate nach der Ankunft und drei Monate nachdem er sein Grab ausgesucht hatte, segnete er am 21. Februar 1711 das Zeitliche und wurde am Abend desselben Tages in der
Nieuwe Kerk beigesetzt.

## Werke
- Corte beschrijvinge van het Noord-Oostelijckste gedeelte van Javas opkomst en voortgangh (1700)
- Copia geschrift door d'Edele Heer directeur generaal Joan van Hoorn, den 23e Augustus 1700. Aan haar Edele Agtbare overgelevert, Nevens de daar toe gehorende Extracten der brieven van de Edele Hoogh Agtbare Heeren en Meesters, Excepto eenige die bij de Colombose Secretarije niet te vinden sijn, En bij de Notitie hiervoor ingebonden komt te blijcken 1700
- Aantekening van mij, Joan van Hoorn, gouverneur-generaal van Nederlants India ... op ons vertreck van Batavia naar ’t Lieve Vaderlant (1709)
- Resolutien bij den Heer gouverneur generaal Joan van Hoorn onder breden raad der retourvloot genomen tusschen Batavia en Cabo de goede Hoop, Volgende aan de Caab, [en] Tusschen de Caab en’t Patria (1709)
- Rapport belangende den toestants van saaken der Nederlandse Compagnie in India gedaen door Joan Pietersz. van Hoorn, van Amsterdam, jongst geweesen gouverneur generaal in Oost Indien, en sodanig met de retourvloot der eerste en tweede besendinge van Batavia als van Ceijlon te samen sterke 20 scheepen over Caab de Goede Hoop door den Zeegen des Almagtigen, behouden in de havenen des Lieven Vaderlands gearriveert met het schip Zandenburg den 16 Julij 1710 en overgelevert aan [de] Bewinthebberen tot vergadering van 17 tot Amsterdam